# Barbara Knox
Barbara Knox (* 30. September 1933 in Oldham, Lancashire) ist eine britische Schauspielerin.
Von 1956 bis 1977 war sie mit Denis Mullaney und von 1977 bis 1994 mit John Knox verheiratet. Knox hat drei Kinder.

## Leben
Knox war zunächst in Amateurtheatern aktiv. 1962 gab sie ihr Debüt als Schauspielerin am Oldham Coliseum Theatre. Knox spielte 1964 in der britischen Fernsehserie Coronation Street erstmals die Rolle der „Rita Tanner“ und dann seit 1972 regelmäßig. Bisher spielte sie in mehr als 3700 Folgen mit. 2004 und 2006 wurde sie für diese Rolle mit einem British Soap Award ausgezeichnet. 2010 wurde sie zu einem Member des Order of the British Empire ernannt. 2018 wurde sie für einen National Television Award nominiert.